# Pencil2D
Pencil2D és un programari d'animació 2D gratuït, de codi obert i multiplataforma. S'empra per a fer dibuixos animats amb tècniques tradicionals (dibuix per traç, paper de ceba, etc.), gestionant gràfics vectorials o mapes de bits.
Es publica sota la Llicència Pública General de GNU i utilitza l'entorn de treball Qt.

## Característiques
- Multiplataforma, s'executa a Windows, MacOs, Linux i FreeBSD.[1]
- Exportació com una seqüència d'imatges en format PNG, JPEG, BMP o TIFF.
- Importació de so.
- Exportació a vídeo en format AVI, MP4, WebM, GIF o APNG.
- Permet la creació mapes de bits i de gràfics vectorials en capes diferents.

## Història
Inicialment el programari s'anomenà "Pencil Planner", creat per Patrick Corrieri i Pascal Naidon el 2005. El disseny i desenvolupament en les primeres versions foren només per a Mac OS, posteriorment es van produir versions per a Linux i Windows.
El projecte va ser abandonat i descatalogat el 2009, creant-se nombroses forks. Diverses de les quals van ser finalment fusionades en la de Matthew Chang, resultant el projecte ara conegut com a Pencil2D.